# Daumenschraube

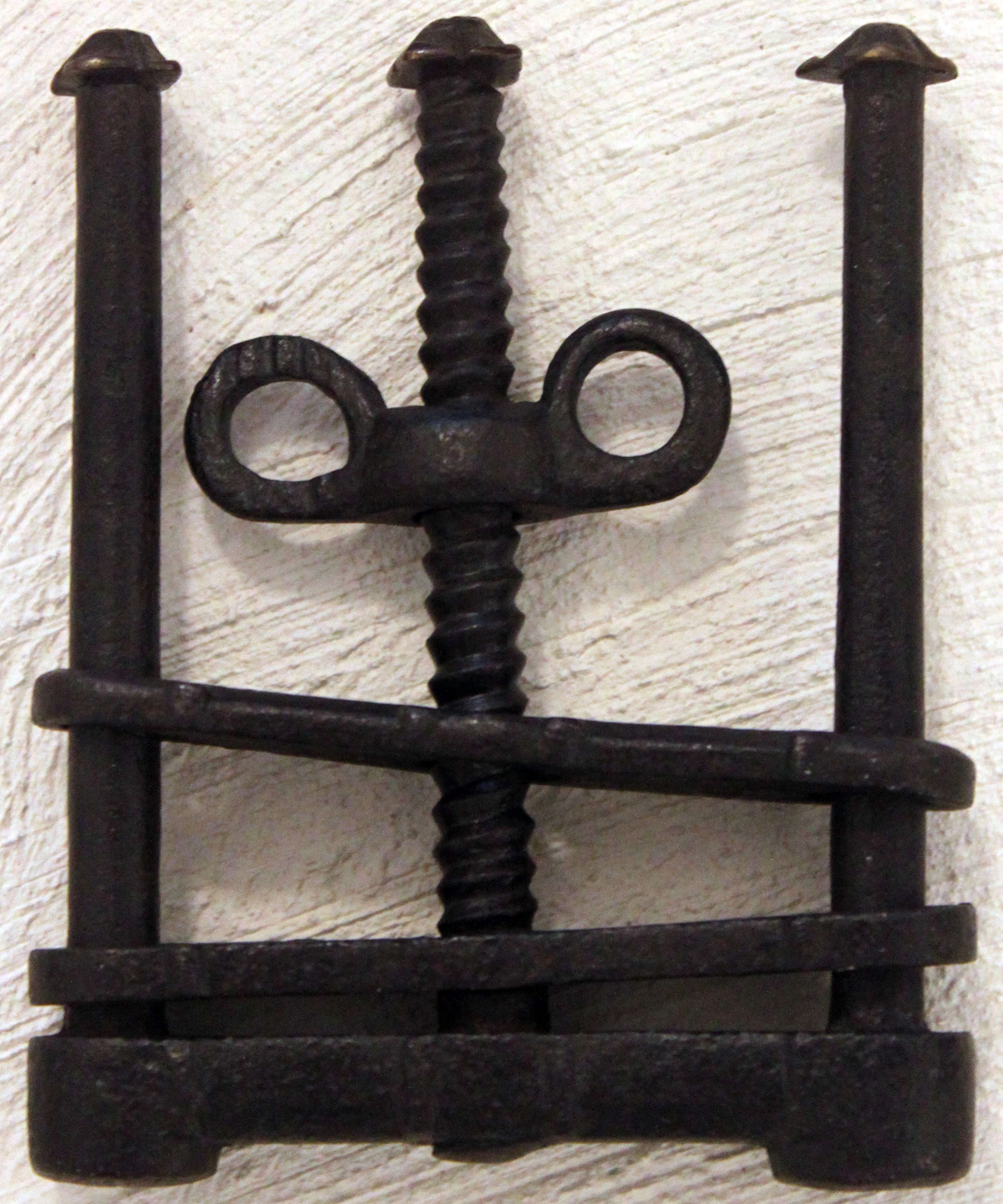
Daumenschraube aus dem 17. Jahrhundert, Märkisches Museum Berlin

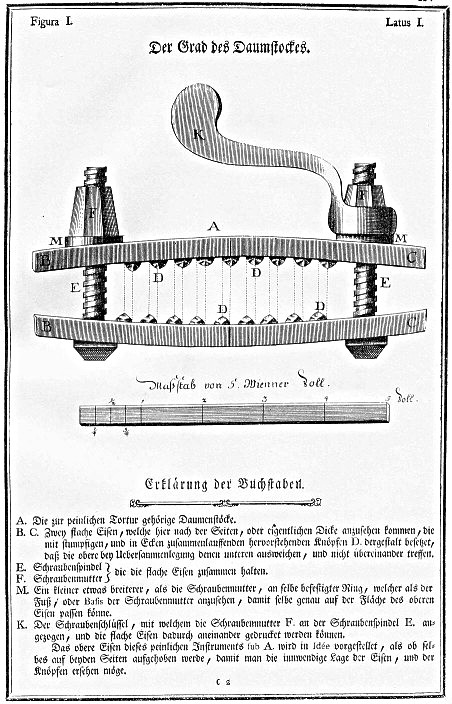
Daumenschraube aus der Constitutio Criminalis Theresiana

Die Daumenschraube, die in der Constitutio Criminalis Theresiana von 1769 als Daumenstock bezeichnet wurde, war ein Folterinstrument zur „Wahrheitsfindung“ der Rechtsprechung im Spätmittelalter (spätestens ab dem 14. Jahrhundert) und der frühen Neuzeit. Sie wurde bei einer peinlichen Befragung zur Erwirkung von Geständnissen eingesetzt.

## Anwendung
Der Daumen oder andere Finger werden in eine Zwinge gespannt. Deren durch Gewinde miteinander verbundene Backen werden durch Schrauben zunehmend zusammen gepresst. Dieser Druck ist äußerst schmerzhaft und nicht selten mit Frakturen verbunden, die bleibende Schäden an der Hand verursachen können.
Sehr oft wurde diese Form der Folter zur Erlangung von „Geständnissen“ bei der Hexenverfolgung eingesetzt.
Die Folter wurde oft von Medizinfachkundigen durchgeführt.

## Umgangssprache
Die umgangssprachliche Redewendung „die Daumenschrauben anziehen“ bedeutet „Druck ausüben“ oder „zwingen“.